# Хауард П. Бекер
Хауард Пол Бекер (енгл. Howard P. Becker; 9. децембар 1899 – 8. јун 1960) био је амерички социолог, који је такође био и, професор социологије на Универзитету Висконсин-Медисон.

## Биографија
Бекер је био син Чарлса Бекера, корумпираног њујоршког полицајца, оптуженог за убијство, који је погубљен на електричној столици 1915. године. Као научник, бавио се разним темама, а најпознатији је по својој књизи Човек у узајамности (Man in Reciprocity), те разматрањима на подручју социологије религије, гдје почиње употребљавати термин култ умјесто, до тада уобичајеног, Троелтсцховог израза мистика. Недуго прије смрти био је изабран за предсједника Америчког социолошког удружења.

## Djela
- Early generalizations concerning population movement and culture contact: Prolegomena to a study of mental mobility (1933)
- The peoples of Germany (1944)
- Family marriage and parenthood (1944)
- Man in society: Introductory lectures for Sociology I, University of Wisconsin (1946)
- In defense of Morgan's "Grecian gens": Ancient kinship and stratification (1950)
- Church and state in the cosmos of Crete (1950)
- Modern sociological theory in continuity and change (1957)
- Social through form lore to science (1961)
- Through values to social interpretation (1968)
- Man in reciprocity (1973)
- German youth: Bond or free (1976)